# Grażyna Długołęcka
Grażyna Maria Długołęcka-Glabik (ur. 25 sierpnia 1951 w Łodzi) – polska aktorka filmowa.

## Życiorys
Ukończyła studia na Wydziale Aktorskim PWSFTviT w Łodzi w roku 1976. W 1982 roku otrzymała nagrodę wojewody toruńskiego za najlepszy debiut na Ogólnopolskim Festiwalu Teatrów Jednego Aktora w Toruniu za spektakl „Ofelia polska” według Wyspiańskiego. W latach 1980–1983 związana była z Teatrem Powszechnym w Łodzi. Na początku lat 80. wyjechała do Szwecji, gdzie kontynuowała karierę aktorską, występując w teatrach w Malmö i Sztokholmie (m.in. w Królewskim Teatrze Dramatycznym). Współpracuje z teatrami we Włoszech.

## Filmografia
- 1971 – Markheim jako Karolinka
- 1972 – Opis obyczajów jako Lena
- 1972 – Przeprowadzka
- 1973 – Pieśń szósta jako Nauzykas
- 1973 – Czarne chmury jako Cyganka
- 1975 – Dzieje grzechu jako Ewa Pobratyńska
- 1976 – Bez, at ti neutece jako Alena Martincová
- 1981 – W wannie
- 1981 – Książę
- 1981 – Fantazja dur – mol jako Matka Piotrusia
- 1982 – Bluszcz jako Urszula
- 1982 – Wyłap jako Ewa
- 1982 – Orinoko jako żona Maćka
- 1983 – Fucha jako przewodniczka wycieczki
- 1983 – Dom świętego Kazimierza
- 1985 – Wakacje w Amsterdamie

Źródło: Filmpolski.pl.